# حمد محسن النعيمي
حمد بن محسن النعيمي (ولد عام 1944) شاعر وإعلامي قطري. قدّم ما يقارب 30 برنامجًا تلفزيونياً وإذاعياً خلال ثلاثين عاماً من عمله الإعلامي.

## سيرته
هو الشاعر حمد بن محسن بن ثامر المزايدة النعيمي، مقدم برامج شعرية نبطية لأكثر من ثلاثين عاما خدم فيها الشعر والشعراء في الخليج العربي. ويقول الشاعر حول ما يحدث على الساحة الشعرية: لقد بدأت الاهتمام بالشعر إبان العام 1961م.

## العمل
1. عمل منتجاً ومقدم برامج أول للشعر الشعبي بإذاعة قطر منذ عام 1976م.
2. عين بأمر أميري خبيرا إعلاميا بالمجلس الوطني للثقافة والفنون والتراث في قطر بتاريخ 19-9-2006.[2]
3. عضو لجنة الشعر بإدارة الثقافة والفنون
4. عضو لجنة مسميات الأماكن والشوارع والمدن بوزارة البلدية والزراعة بقطر.
5. رئيس قسم الشعر الشعبي بجريدة الشرق منذ عام 1991م.
6. بدأ العمل الصحفي محررراً للشعر بمجلة الخليج الجديد عام 1977م، ثم عمل في جريدة الراية منذ تأسيسها حتى عام 1989م.
7. كتب الشعر منذ صغره ونشرت له الكثير من القصائد في أغلب المطبوعات المهتمة بالشعر سواء الخليجية أو العربية.
8. أقام العديد من الأمسيات الخاصة على مستوى الخليج وشارك في العديد من المهرجانات منها مهرجان الدوحة والجنادرية وأبها.
9. مثل وطنه في أكثر من مناسبة عن الشعر.. رئيسا ومشاركا منها: قمة دول مجلس التعاون في قطر ودولة الكويت ومهرجان اتحاد الطلبة في جامعة الكويت ومهرجان الشعر والقصة في عام 1986.
10. قدم أكثر من ثلاثين برنامجا إذاعيا وتلفزيونيا وفي إذاعة وتلفزيون قطر.
11. شارك محكماً بدعوة من اتحاد اذاعات الدول العربية في مسابقة الأغاني والنصوص اللتي اقيم في مدينة الرباط بالمملكة المغربية من الحادي عشر إلى الخامس عشر من شهر أغسطس 2003م.
12. فازت إحدى قصائده الموجهة إلى الشيخ سلطان بن محمد القاسمي – حاكم إمارة الشارقة بدرجة ممتازة بمناسبة عيد اتحاد دولة الإمارات العربية المتحدة في مدينة أبوظبي عام 2004م، والقصيدة بعنوان (دار الكرم والعقد والعنقود).
13. اختير مع نخبة الشعراء والأدباء للجنة مهرجان دبي الدولي للشعر الاستشارية.. المقام في شهر مارس 2009 في مدينة دبي.
14. كتب المسلسل القطري (آباء وأبناء) من ثلاثين حلقة إذاعية.

## التكريم
- حصل على العديد من الدروع وشهادات التكريم منها درع المتفوقين من اتحاد طلبة جامعة الكويت عام 1987م ومن العديد من مهرجانات الدوحة ومهرجان الجنادرية وشاعر المليون.
- حصل على العديد من رسائل الشكر الخاصة بالشعر والتراث من بعض قادة الخليج وكذلك دروع وشهادات تكريم في أكثر من مناسبة.
- كرم من قبل الأمانة العامة لدول الخليج العربي بالمهرجان الثقافي لدول مجلس التعاون الذي أقيم في إمارة الشارقة بدولة الإمارات العربية المتحدة بتاريخ1-6/2/2007 للمبدعين الخليجيين في مجال الثقافة.
- كرم من قبل المجلس الوطني مع أربعة من كبار الشعراء في قطر ضمن فعاليات المهرجان السادس للثقافة والفنون.
- كُرم من المؤسسة العامة للحي الثقافي (كتارا) عام 2021، ومُنح درع الأديب احتفاء بمسيرته الثرية وما قدمه من جهود مميزة في خدمة الشعر والتراث والثقافة في قطر.[3]

## مؤلفاته
جمع وحقق العديد من دواوين الشعر الشعبي أشهرها:
- ديوان الفرحان للشاعر القطري حسن بن حمد آل فرحان النعيمي عام 1980م.
- ديوان بستان الشعر عام 1983م، كتاب (الرحيل عن أهل البادية) عام 1986م.
- ديوان قصائد في حب الوطن عام 1998.
- الجزء الثاني من ديوان بستان الشعر عام 2001.
- الجزء الثاني من ديوان الفرحان) عام 2006م.

## البرامج
من برامجه الوثائقية:
1. برنامج من أعماق الوطن.
2. برنامج شخصيات من بلدي.
3. برنامج حصاد السنين.

- من برامجه المرئية والمسموعة:

1. البرنامج المباشر الإذاعي (أثير القصائد).
2. برنامج (ركن البادية).
3. البرنامج المباشر التلفزيوني (بحور القوافي) منذ عام 2003م حتى 2014.
4. برنامج (نوادر شعبية) على قناة الريان منذ عام 2015.
5. برنامج (قصص من الماضي) على قناة الريان.[4]

وقد حصت هذه البرامج على العديد من الدروع وشهادات التقدير والمراكز الأولى في الاستبيانات، منها آخر استبيان حصل فيه برنامج بحور القوافي على المركز الأول في التميز للأدب الشعبي في الخليج لعام 2008.